# El Rey de Amarillo
El Rey de Amarillo, también traducido como El Rey Amarillo, es un libro de cuentos de terror sobrenatural del escritor estadounidense Robert W. Chambers, publicado por primera vez por F. Tennyson Neely en 1895. El libro lleva el nombre de una obra de teatro ficticia de mismo título que aparece mencionada repetidamente en algunas de las historias, una obra prohibida que induce desesperación o locura en quien lo lee.

## Cuentos
Los primeros cuatro relatos del libro ("El reparador de reputaciones", "La máscara", "En la corte del dragón" y "El signo amarillo") están vagamente conectados por tres elementos:
- Una obra de teatro titulada El Rey de Amarillo
- Una misteriosa y malévola entidad sobrenatural y gótica conocida como el Rey de Amarillo.
- Un símbolo espeluznante llamado el Signo Amarillo

Las historias "El reparador de reputaciones" y "El signo amarillo" transcurren en los años veinte en EEUU, veinticinco años en el futuro respecto al momento en que escribía Chambers, mientras que "La máscara" y "En la corte del dragón" suceden en París. El tema común de las historias es la conmoción que produce en los protagonistas la lectura de El Rey de Amarillo.
El tono macabro desaparece gradualmente en las historias restantes, y las últimas tres están escritas en el estilo de ficción romántica común en el trabajo posterior de Chambers. Comparten con las historias precedentes la ambientación parisina y el tener a artistas como protagonistas.

### Lista de historias

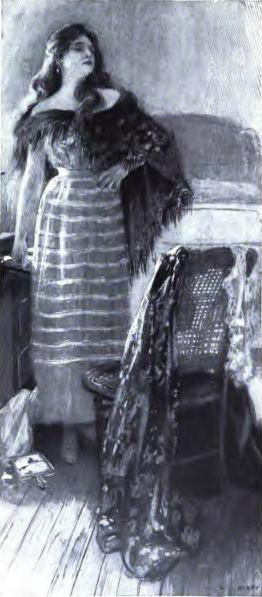
Ilustración de Tessie en "The Yellow Sign", de una edición de 1902 del libro.

- "El reparador de reputaciones": una historia de egoísmo y paranoia.
- "La máscara": una historia onírica de arte, amor y ciencia sobrenatural.
- "En la corte del dragón": un hombre es perseguido por un siniestro organista de iglesia que quiere robarle el alma.
- "El signo amarillo": un artista vive preocupado por un espeluznante vigilante de cementerio que se parece a un gusano de ataúd.
- "La demoiselle d´Ys": una historia de amor y viajes en el tiempo.
- "El paraíso de los profetas": una serie de espeluznantes poemas en el estilo del fragmento de El rey de amarillo que aparece en "La máscara".
- "La calle de los cuatro vientos": un artista en París es atraído por un gato a la habitación de un vecino; la historia termina con un toque trágico.
- "La calle del primer proyectil": una historia de guerra ambientada en el sitio de París de 1870.
- "La calle de Nuestra Señora de los Campos": estadounidenses bohemios en París.
- "Rue Barrée": también acerca de estadounidenses bohemios en París, que establece algunos paralelismos con la primera historia.

## La obra ficticia llamadaEl Rey de Amarillo
Artículo principal El rey de amarillo (obra ficticia).

## Inspiraciones deEl Rey de Amarillo
Chambers tomó prestados los nombres Carcosa, Hali y Hastur de Ambrose Bierce : específicamente, sus cuentos "Un habitante de Carcosa" y "Haïta el pastor". No hay una fuerte indicación de que Chambers fue influenciado más allá de que le gustaran los nombres. Por ejemplo, Hastur es un dios de los pastores en "Haïta el pastor", pero es implícitamente un lugar en "El reparador de reputaciones", que figura junto con Hyades y Aldebaran. La máscara que se le indica al extraño que se quite, pero resulta no existir en absoluto en el extracto de la obra de teatro El rey de amarillo (en el cuento de Chambers "La máscara") evoca la escena "La máscara de la muerte roja" de Poe, donde el príncipe Próspero exige que el extraño vestido como la Muerte Roja se quite la máscara y la túnica, para encontrarse con que no hay nada bajo ellas.
Brian Stableford ha señalado que el cuento "La demoiselle d´Ys" fue influido por los cuentos de Théophile Gautier, como "Arria Marcella" (1852); tanto las historias de Gautier como las de Chambers presentan una historia de amor que puede tener lugar únicamente gracias a un tiempo sobrenatural.

## Influencia

### True Detective
La primera temporada de la serie de televisión True Detective de HBO (2014) gira en torno a una serie de crímenes relacionados con un tal "Rey Amarillo" y un culto establecido alrededor de elementos del catolicismo, voudon y del libro de Chambers. Carcosa mencionada en numerosas ocasiones, y se revela como una antigua fortaleza y escondite de piratas que contiene un esqueleto humano vestido con túnicas amarillas. Las estrellas negras también son prominentes en las referencias y las imágenes durante la serie.

### Lovecraft y los Mitos de Cthulhu

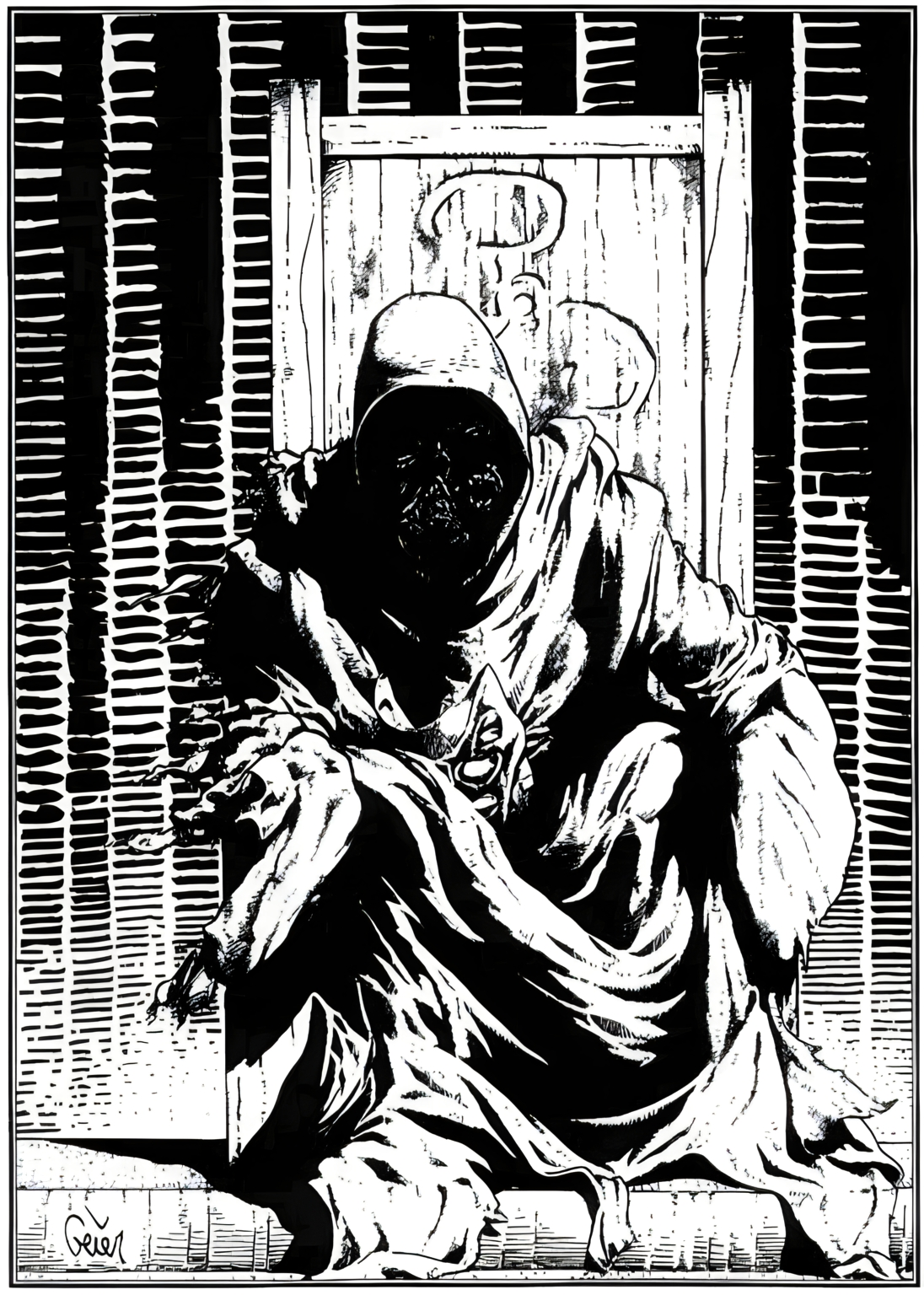
"El rey de amarillo", ilustración de Earl Geier en el escenario "Tatterdemalion" de Richard Watts para el juego de rol Call of Cthulhu publicado por Chaosium. El letrero amarillo que adorna la parte posterior del trono fue diseñado por Kevin A. Ross para el escenario "Dime, ¿has visto el letrero amarillo?"

HP Lovecraft leyó El rey de amarillo a principios de 1927 e incluyó referencias pasajeras a elementos y lugares del libro en sus obras, como el lago de Hali y el letrero amarillo en "El susurrador en la oscuridad" (1931). Lovecraft utiliza profusamente el estilo de Chambers de referirse solo vagamente a eventos, entidades y lugares sobrenaturales. La obra El rey de amarillo es una obra de literatura ocultista en los Mitos de Cthulhu, como el Necronomicon.